# Везельский мост
Везельский мост (Нижнерейнский мост) (нем. Niederrheinbrücke Wesel) — вантовый мост через Рейн, расположенный в городе Везеле (Германия, федеральная земля Северный Рейн — Вестфалия) на расстоянии 814 км от истока реки. По мосту проходит федеральная автодорога B58 (de:Bundesstraße 58).

По состоянию на 2012 год Везельский мост является самым новым мостом через Рейн.

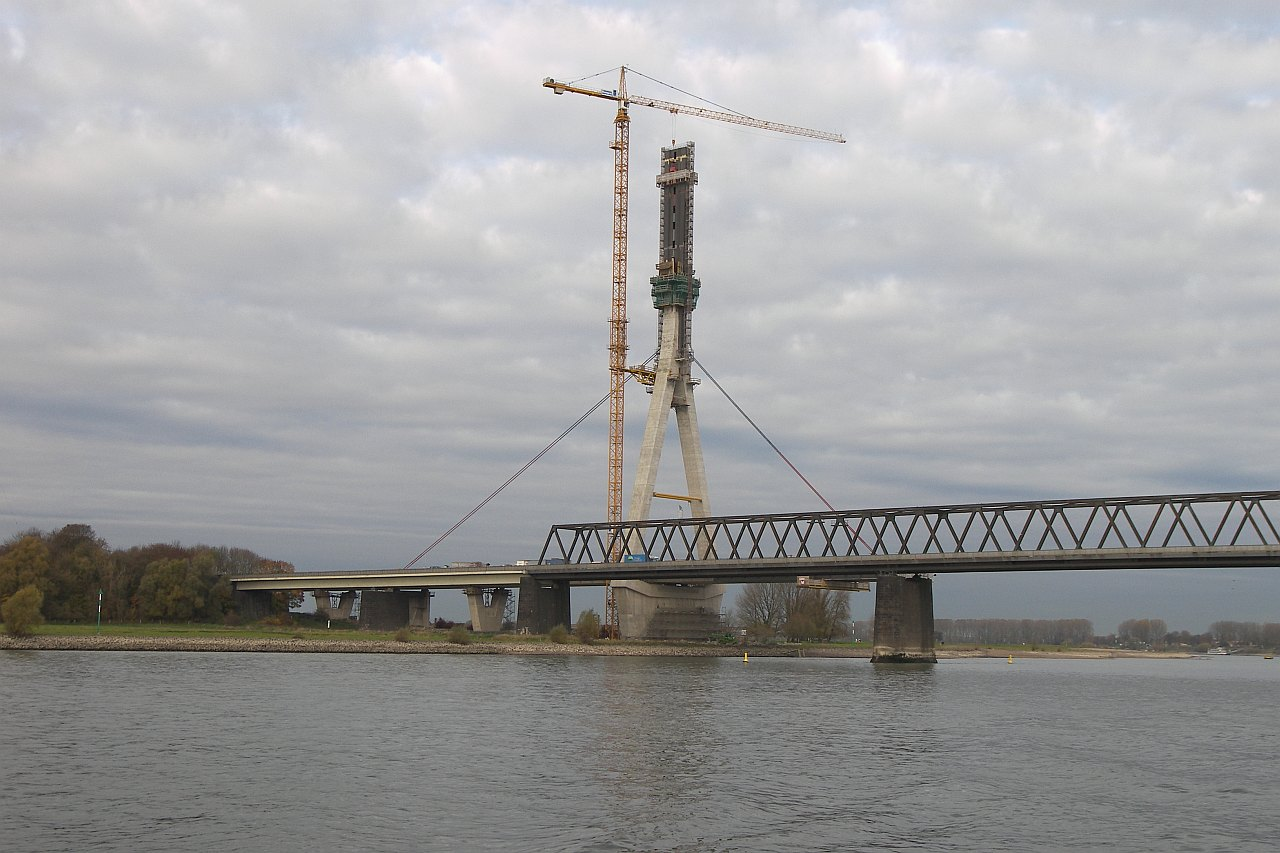
Строительство Везельского моста (на переднем плане виден старый мост)

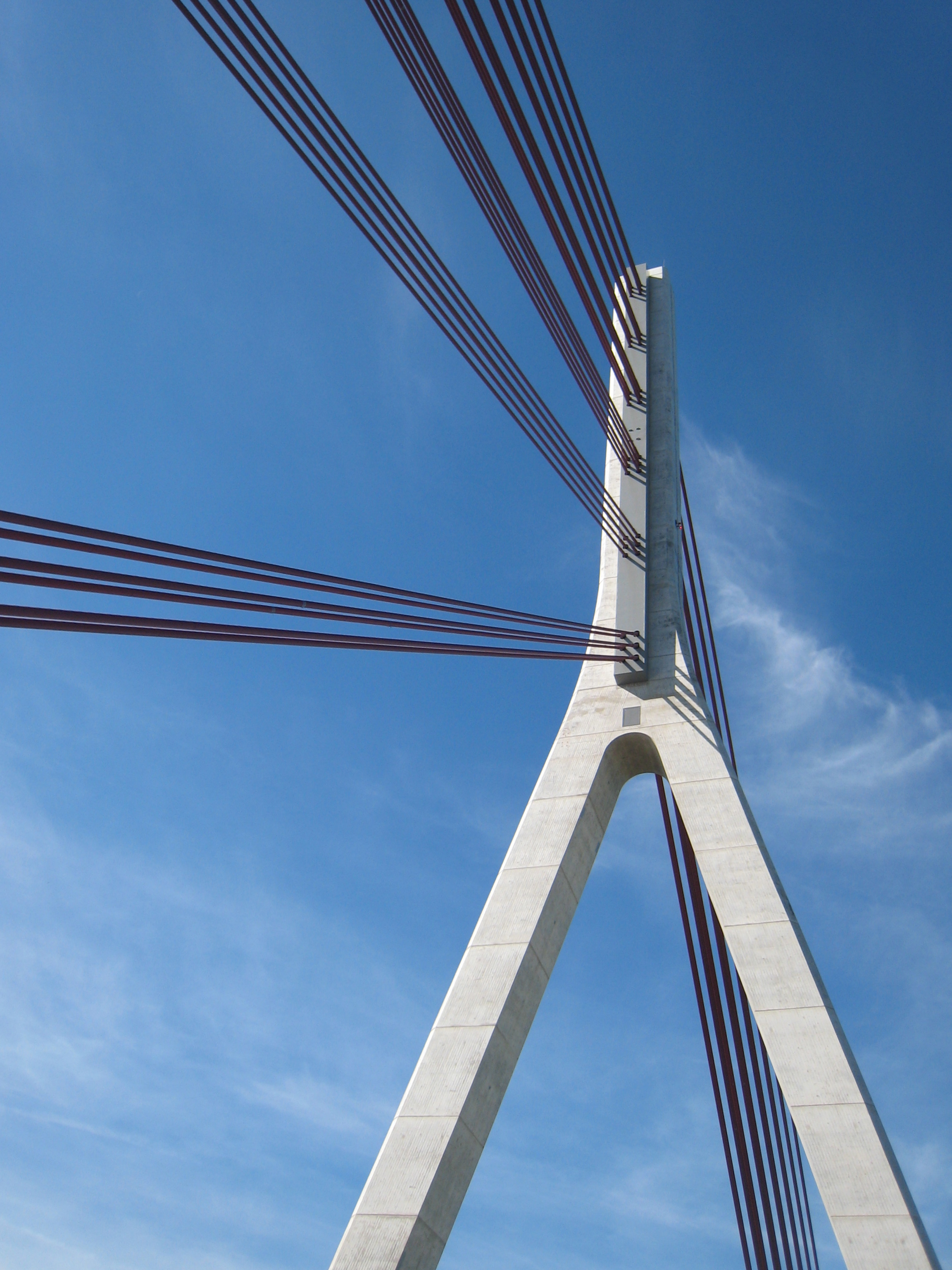
Пилон моста

## История
Первый мост через Рейн в районе Везеля был открыт 27 июля 1917 года. Этот мост получил своё имя в честь известного немецкого политика государственного министра Пруссии и обер-президента Рейнской провинции Георга фон Райнбабена (de:Georg von Rheinbaben). Это был мост из стальных балочных ферм общей длиной 510 м. Ширина основного пролёта составляла 150 м. Вплоть до 1936 года, когда был открыт мост в Неймегене Везельский мост оставался самым северным автомобильно-пешеходным мостом через Рейн. Мост Райнбабена был взорван 10 марта 1945 года отступающими войсками вермахта.

Уже в конце мая 1945 года силами военнослужащих британской армии на опорах взорванного моста был сооружён деревянный мост, который получил название моста Монтгомери.

В 1950 году началось сооружение постоянного моста. Из-за недостатка финансирования новый мост сооружался всё на тех же опорах моста Райнбабена, но при этом длина основного пролёта была увеличена до 344 м. Мост представлял собой комбинированную конструкцию: основной мост состоял из стальных балочных ферм, а подъездные эстакады были выполнены из предварительно напряжённых железобетонных балок. Мост был открыт для движения 18 июня 1953 года.

Строительство нового вантового моста по проекту компании «Leonhardt, Andrä und Partner» началось в мае 2005 года. Мост строился параллельно существующему мосту в 10 м ниже по течению. Мост был сдан в эксплуатацию 30 ноября 2009 года на четыре месяца позже запланированного срока. Затраты на строительство составили 44 млн. евро.

## Технические данные[3]
- Количество пилонов — 1
- Высота пилонов — 130,0 м
- Материал вантов — сталь
- Материал пилонов — железобетон
- Материал полотна — балки из предварительно напряжённого железобетона
- Количество вантов — 72
- Главный пролёт — 334,82 м
- Схема пролётов — 53,242 м — 5 × 64,544 м — 334,822 м — 61,76 м
- Общая длина — 775,544 м
- Ширина моста — 27,50 м — 31,50 м
- Площадь дорожного полотна — 21 844 м²
- Масса стальных конструкций — 5600 т
- Объём бетонных конструкций — 26 375 м³